# De origine et situ Germanorum
De origine et situ Germanorum, comunemente conosciuta come Germania, è un'opera etnografica scritta da Publio Cornelio Tacito attorno al 98 d.C. sulle tribù germaniche che vivevano al di fuori dei confini romani. È l'unica opera a carattere etnografico su un popolo straniero pervenutaci dell'antichità.
Il manoscritto più antico riguardante la Germania, ancor oggi conservato, è contenuto nel Codex Æsinas, "Codice Esinate". Si tratta di un manoscritto del IX secolo prodotto dall'Abbazia di Hersfeld, proveniente dalla biblioteca dei conti Baldeschi-Balleani di Jesi  e oggi conservato nella Biblioteca Nazionale Centrale di Roma.

## Tradizione manoscritta
L'unico manoscritto sopravvissuto dell'opera, risalente al IX secolo, venne ritrovato nel 1425 nell'Abbazia di Hersfeld (da cui il nome di Codex Hersfeldensis), centro di studio monastico attivo fin dall'VIII secolo, poco a nord di Fulda, dal monaco Heinrich di Grebenstein (l'umanista Poggio Bracciolini, informato della notizia avvisò subito Niccolò Niccoli); il codice miscellaneo conteneva, unitamente al De origine et situ Germanorum, l'Agricola, il Dialogus de oratoribus e frammenti del De grammaticis et rhetoribus di Svetonio. Un'altra versione vuole che il manoscritto fu trovato dall'arcivescovo di Milano Bartolomeo Capra, che fu in Germania al seguito dell'imperatore Sigismondo di Lussemburgo nel 1421.
Il manoscritto, che aveva ricevuto vari interessamenti, da parte di Niccolò V e di Enea Silvio Piccolomini, futuro Pio II (all'epoca dell'interessamento ancora cardinale), fu probabilmente tradotto a Roma per iniziativa di Niccolò V e del suo segretario Poggio Bracciolini, i quali incaricarono Alberto Enoch di Ascoli di ricondurvelo nel 1455 a seguito di una missione in Germania. Fu questi che smembrò il codice in tre apografi per rivenderlo e ricavarvi un guadagno più cospicuo (e stante anche il rifiuto della curia romana di acquisirlo). Alla morte di Enoch, l'allora governatore delle Marche (e futuro arcivescovo di Milano) Stefano Nardini tentò di ottenerlo su incarico di Carlo de' Medici, ma senza riuscirci. Lo stesso fece il cardinale Piccolomini, senza che la sua ricerca avesse successo.
Il codice di Hersfeld, che successivamente andò disperso e perduto, finì nelle mani di un altro umanista, Stefano Guarnieri di Osimo, il quale, dal momento che il manoscritto necessitava di interventi di restauro, operò delle integrazioni e delle ricopiature in minuscola umanistica, forse a partire da uno dei tre apografi frutto dello smembramento del Codex Hersfeldensis realizzato da Enoch. Il manoscritto di Guarnieri (nel quale si trovò inserito un quaternione in scrittura carolina dell'Agricola, risalente all'antigrafo del secolo IX, ancora conservato) fu ritrovato nel 1902 a Jesi (Codex Aesinas Latinus o codice Esinate-Hersfeldense) nella biblioteca del conte Aurelio Baldeschi Guglielmi Balleani da Marco Vattasso, prefetto della Biblioteca apostolica vaticana, il quale lo fece pervenire allo studioso Cesare Annibaldi, tra i primi ad esaminarlo. Anche questo appariva un miscellaneo comprendente l'Ephemeris Belli Troiani di Ditti Cretese e le due opere tacitiane, l'Agricola e la Germania.
Nel 1938 il Codex Aesinas ricevette l'interessamento del governo tedesco (e di Himmler in particolare, capo delle SS), che però non riuscì ad ottenerlo dal conte Balleani. Lo stesso Benito Mussolini era intenzionato ad accontentare le richieste del governo tedesco, ma il clamore suscitato nel mondo intellettuale lo trattenne da tale volontà. Solo nel 1944, durante l'occupazione nazista, i tedeschi furono vicini ad ottenerlo, perquisendo le residenze del conte nei pressi di Ancona, ad Osimo e a Jesi, ma senza riuscire ad entrarne in possesso. Il codice, sopravvissuto alla guerra, fu danneggiato durante l'alluvione di Firenze del 1966, ma subito dopo restaurato e recuperato, venendo poi donato dalla famiglia Balleani allo stato italiano. Oggi è custodito nella Biblioteca Nazionale Centrale di Roma (Cod. Vitt. Em. 1631).

## Contenuto

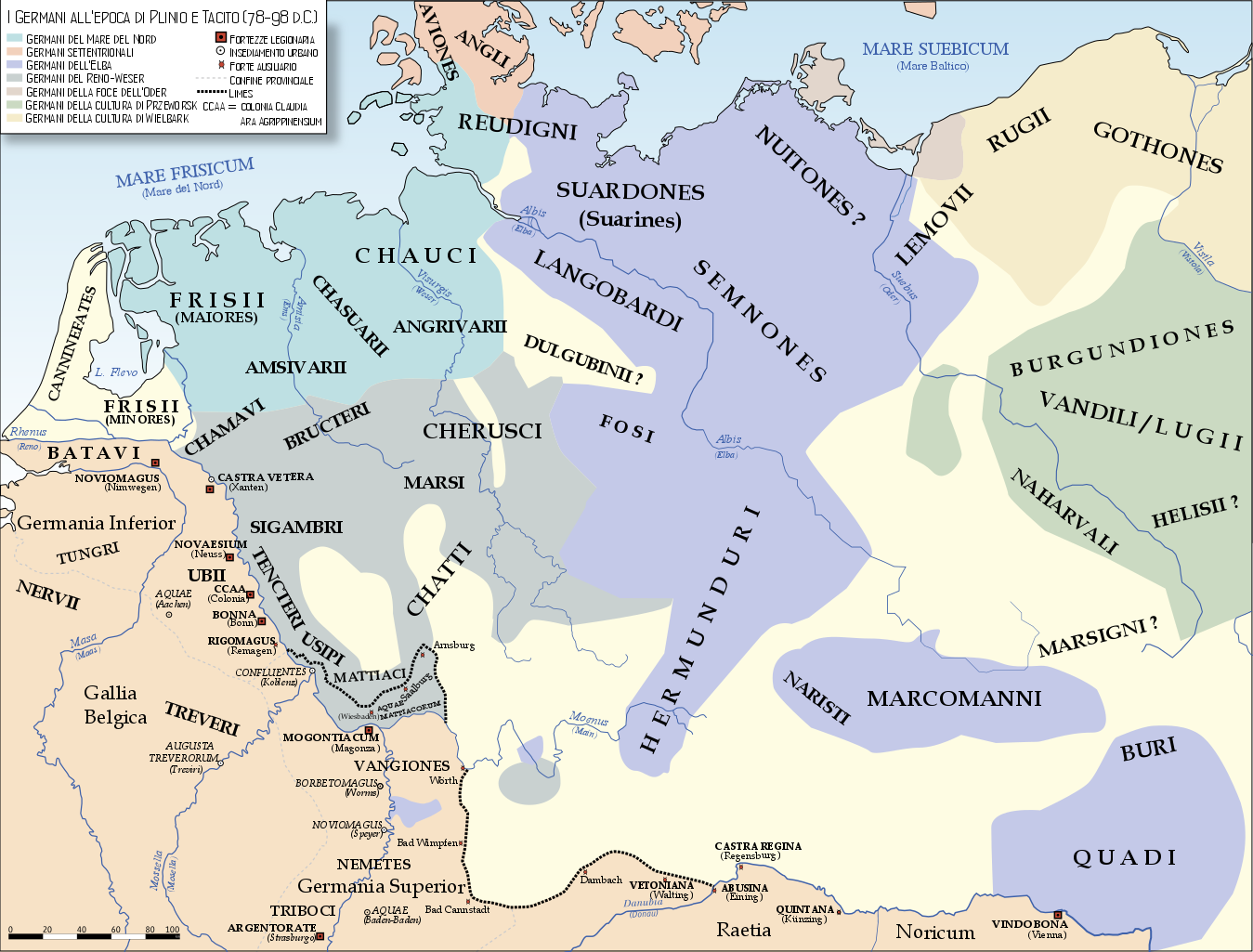
La Germania Magna nel 98 d.C. al tempo dello scritto di Tacito, De origine et situ Germanorum.

La Germania è sostanzialmente l'unica opera latina a base prettamente etnografica giunta a noi (se si escludono altre opere con brevi excursus); inizia con la descrizione delle terre, delle leggi e dei costumi di questi popoli, a cui seguono quelle delle singole tribù a partire da quelle confinanti con l'Impero romano fino a giungere a quelle ubicate sulle coste del mar Baltico. L'opera, che contiene tratti sia moraleggianti sia politici, ha probabilmente lo scopo di mettere in luce il pericolo rappresentato per Roma da questi popoli, soprattutto da quelli confinanti con l'Impero.
L'opera è divisa in due parti: dal capitolo 1 al 27 viene presentata la Germania transrenania descrivendone il clima, il paesaggio, la struttura generale della società e raccontandone l'origine. Dal capitolo 28 al 46 c'è una rassegna più specifica delle singole popolazioni iniziando da ovest, procedendo a nord, sud e infine ad est descrivendo una popolazione nomade.
Tacito esalta il coraggio in battaglia, le virtù, l'alto valore dell'ospitalità e la stretta monogamia dei Germani, si dichiara d'accordo con la loro autoctonia, ammira la sanità morale, la semplicità e l'austerità dei costumi barbari mettendo in contrasto tutto ciò con l'immoralità dilagante e la decadenza dei costumi romani. Ciononostante, lo storico non risparmia aspre critiche alla pigrizia, all'ubriachezza e alla barbarie di questi popoli. Studiosi moderni hanno comunque messo in evidenza come molte delle affermazioni tacitiane non siano corrette, anche perché egli potrebbe aver scambiato per germani (cioè popoli parlanti lingue germaniche) tribù in realtà celtiche.
Per descrivere i popoli germanici, Tacito si avvale del cosiddetto "determinismo geo-climatico", in base al quale esiste una stretta correlazione tra le caratteristiche fisiche e psicologiche di una popolazione ed il contesto ambientale in cui essa è stanziata, sia per il clima che per la morfologia del territorio. 
Secondo questo modello i popoli del nord, che vivono in zone con climi freddi e umidi, sono coraggiosi e valorosi, ma anche impulsivi ed irrazionali; mentre i popoli del sud, stanziati in luoghi con climi caldi e secchi, sono intelligenti ma vili. I Romani, invece, localizzati nella fascia temperata, mostrano un equilibrio ideale fra intelligenza e coraggio, e proprio per questa ragione sono riusciti ad espandersi ed imporre il loro dominio in diversi territori, creando così un impero sempre più vasto.
Tacito non aveva mai visitato le terre e i popoli di cui parla e le sue informazioni sono tutte di seconda mano. Lo storico Ronald Syme ha ipotizzato che Tacito potrebbe aver attinto a piene mani, quasi copiato, i perduti Bella Germaniae di Plinio il Vecchio, dato che alcune delle sue informazioni erano ormai superate. Altre fonti di Tacito furono: il De bello Gallico di Gaio Giulio Cesare, la Geografia di Strabone, le Historiae di Sallustio, opere di autori come Diodoro Siculo, Posidonio, Aufidio Basso ed anche interviste a mercanti e soldati.
Sebbene la Germania non possa essere considerata un'opera a sfondo politico, non deve essere sottovalutata l'ipotesi secondo la quale la scelta di basare l'opera sul popolo Germanico fosse legata alla presenza sul confine del Reno dell'Imperatore Traiano (sostanzialmente contemporanea al periodo di composizione).

## Questioni traduttive
All'inizio dell'opera tacitiana viene offerta una descrizione geografica della regione abitata dai Germani: «Terra […] aut silvis horrida aut paludibus foeda, umidior qua Gallias, ventosior qua Noricum ac Pannoniam adspicit; satis ferax, frugiferarum arborum inpatiens, pecorum fecunda, sed plerumque improcera» (Germ. 5). Bernardo Davanzati, uno dei primi traduttori del testo etnografico dello storico romano, rende «satis ferax» con «ove si semina, fertile»; analogamente Adriano Politi traduce «assai fertile». Gaetano Marré interpreta invece «abbastanza fertile», così come Filippo Tommaso Marinetti, che scrive «sufficientemente fertile»: gli ultimi due traduttori hanno confuso satis, ablativo di sata, -orum, con l’avverbio satis, travisando la scelta tacitiana del poco diffuso e poetico ablativo in luogo del più comune genitivo.
Nel passo in cui è rappresentata la partecipazione delle donne germaniche agli sforzi bellici dei propri compagni e figli («Ad matres, ad coniuges vulnera ferunt; nec illae numerare aut exigere plagas pavent, cibosque et hortamina pugnantibus gestant», Germ. 7), sia Davanzati sia Marré leggono un testo latino non emendato che accoglie la corruttela exsugere al posto della lezione exigere e traducono “succhiare le piaghe”; la traduzione corretta è, invece, “contare i segni dei colpi”.
Nel punto in cui si illustrano le pratiche sacrificali della tribù dei Semnoni (Germ. 39), incontriamo la frase «auguriis patrum et prisca formidine sacra»: Davanzati, in seguito imitato da Marré, la trasforma in un endecasillabo tipograficamente separato dalla prosa (“D’antichi àuguri e santità tremenda”), poiché in effetti quella sequenza latina può essere interpretata come un esametro.

## Edizioni
- Adriano Politi, Annali et Istorie di G. Cornelio Tacito. Con le due operette deʼ costumi deʼ Germani, e della vita dʼAgricola, Venezia, presso Roberto Meglietti, 1616.
- Bernardo Davanzati, Opere di Gajo Cornelio Tacito con la traduzione in volgar Fiorentino, 1637.
- Gaetano Marré, I costumi de' Germani operetta di C. Cornelio Tacito, Genova, Stamperia Tessera, 1807.
- Tacito, La Germania, trad. it. di Filippo Tommaso Marinetti, «Collezione Romana», Milano, Istituto Editoriale Italiano, 1928.